# Белоглазов, Дмитрий Иванович
Дмитрий Иванович Белоглазов (1909—1988) — вальцовщик трубопрокатного цеха Первоуральского новотрубного завода Свердловского совнархоза, гор. Первоуральск Свердловской области. Герой Социалистического Труда (19.07.1958).

## Биография
Родился в 1909 году на территории современной Свердловской области. Русский.
Работал колхозником, грузчиком, десятником, экспедитором, а в 1934 году начал трудиться арматурщиком на Первоуральском новотрубном заводе в городе Первоуральск Свердловской области. В 1935 году окончил курсы прокатчиков. Позднее стал трудиться вальцовщиком на этом же заводе, где проработал в общей сложности 25 лет. За высокие производственные достижения неоднократно награждался орденами и медалями.
Указом Президиума Верховного Совета СССР от 19 июля 1958 года за выдающиеся успехи, достигнутые в деле развития чёрной металлургии, Белоглазову Дмитрию Ивановичу присвоено звание Героя Социалистического Труда с вручением ордена Ленина и золотой медали «Серп и Молот».
С 1959 года — на пенсии, с 1968 года — персональный пенсионер союзного значения.
Жил в Первоуральске. Умер в 1988 году. Похоронен на городском кладбище Первоуральск Свердловской области.

## Награды
- Золотая медаль «Серп и Молот» (19.07.1958)
- Орден Ленина (19.07.1958).
- Орден Трудового Красного Знамени (06.02.1951).
- Медаль «В ознаменование 100-летия со дня рождения Владимира Ильича Ленина» (6 апреля 1970)
- Медаль «Ветеран труда»
- Медаль «За трудовую доблесть» (5.5.1949)

## Память
- На могиле Героя установлен надгробный памятник.